# Грусі (алмаз)
Грусі (англ. Gruosi) — чорний алмаз масою 300,12 карата, знайдений 1998 р. в Індії. Фасетовано з масою 115.34 карати. Вмонтовано, як центральну частину у намисто поряд з 58,77 каратами чорних діамантів, 378 безбарвними діамантами та 14,10 каратами гранатів.